# Gellert Grindelwald
Gellert Grindelwald is een personage uit de Harry Potter-boekenserie van J.K. Rowling. Hij was een duistere tovenaar, al ver voordat Voldemort leefde. Zijn eerste vermelding is in het eerste boek, op Perkamentus' Chocokikker-kaartje, waarop staat dat Perkamentus Grindelwald versloeg in 1945. In het laatste boek en in de films Fantastic Beasts and Where to Find Them, Fantastic Beasts: The Crimes of Grindelwald & Fantastic Beasts: The Secrets of Dumbledore speelt hij een veel grotere rol.

## Rol in de boeken
Grindelwald en Perkamentus waren, toen ze even oud waren als Harry en zijn vrienden in het laatste boek, goede vrienden. Ze maakten grootse plannen voor de toekomst: de tovenaars zouden de dreuzels overheersen. Ze zouden meester van de dood worden nadat zij de drie Relieken van de Dood hadden gevonden. Maar tijdens een ruzie waarbij zij en Desiderius Perkamentus betrokken waren werd onbedoeld het zusje van Albus en Desiderius, Ariana, vermoord. Perkamentus en Grindelwald gingen voor altijd uit elkaar. Grindelwald ging door met zijn plannen en vond de eerste van de Relieken, de Zegevlier, die daarvoor in het bezit van Stavlov was geweest. Hij richtte de gevangenis Normengard op. Hij zette zijn plannen voor de overheersing door tovenaars voort. Intussen probeerde Perkamentus de confrontatie met Grindelwald te vermijden, omdat hij bang was dat hij zelf zijn zus had vermoord. Maar de plannen van Grindelwald namen zulke groteske en gevaarlijke vormen aan dat hij er uiteindelijk niet meer onderuit kon om te proberen Grindelwald te stoppen. Hij versloeg Grindelwald en sloot hem op in zijn eigen gevangenis, Normengard, en nam de Zegevlier met zich mee.
Grindelwald zat daar opgesloten totdat Voldemort naar hem toe kwam in de zoektocht naar de Zegevlier. Grindelwald was duidelijk niet bang voor Voldemort en loog tegen hem en zei dat hij de Zegevlier nooit had gehad. Voldemort was kwaad en teleurgesteld en vermoordde hem. In het hoofdstuk "King's Cross" (waar Harry Perkamentus ziet wanneer eerstgenoemde door Voldemort geraakt is met de Vloek des Doods), suggereert Harry dat Grindelwald gelogen heeft tegen Voldemort (om te voorkomen dat Voldemort het graf van Perkamentus zou schenden) omdat Voldemort dacht dat daar de Zegevlier lag, die hij graag in zijn bezit zou willen hebben.

## In de films
In het eerste deel van de verfilming van het laatste boek, wordt de jonge Grindelwald gespeeld door Jamie Campbell Bower en de oude Grindelwald door Michael Byrne. In de film vertelt Grindelwald Voldemort wél waar de Zegevlier is, en wordt hij niet vermoord.
In Fantastic Beasts and Where to Find Them wordt Grindelwald gespeeld door Johnny Depp, hoewel hij het grootste deel van de film vermomd is als de door Colin Farrell gespeelde Percival Graves. In het New York van 1926 probeert hij de magische gemeenschap te ontmaskeren en een confrontatie tussen magiërs en dreuzels uit te lokken. Newt Scamander en de Amerikaanse tovergemeenschap steken hier te elfder ure een stokje voor.
In Fantastic Beasts: The Crimes of Grindelwald ontsnapt Grindelwald uit handen van de autoriteiten en begint hij met het rekruteren van volgelingen om zijn doel te bereiken: dat tovenaars heersen over de wereld en zich niet meer moeten verstoppen voor dreuzels. Albus Perkamentus ziet zichzelf genoodzaakt om in te grijpen, maar hiervoor heeft hij de hulp nodig van zijn voormalige student en de persoon die Grindelwald eerder wist te stoppen: Newt Scamander.
In Fantastic Beasts: The Secrets of Dumbledore wordt Grindelwald gespeeld door Mads Mikkelsen.

## Achtergrond
Er is gespeculeerd dat Rowling bewust een verband zou hebben gelegd tussen Grindelwald en Adolf Hitler (de Tweede Wereldoorlog eindigde immers ook in 1945). Grindelwald zou dan aan het hoofd kunnen hebben gestaan van het magische gedeelte van het Derde Rijk. Dit wordt ondersteund door het feit dat "Grindelwald" een Duits-klinkende naam is. Grindelwald is ook een plaats in Zwitserland waar Richard Wagner - die door Hitler werd bewonderd - woonde.
J.K. Rowling heeft inderdaad bevestigd dat er ook een Tovenaarsoorlog was tijdens de Tweede Wereldoorlog en dat die twee elkaar aanwakkerden.
Een additionele link met de Tweede Wereldoorlog wordt gelegd door Grindelwalds gebruik van het teken van de Relieken van de Dood. Oorspronkelijk had het teken echter geen negatieve betekenis, en had het niets te maken met Duistere Magie. Kruml legt Harry uit dat dit teken geassocieerd wordt met Grindelwald, die het op een muur in Klammfels aanbracht. Volgens Kruml tekenen sommige jonge tovenaars het teken voor de grap waarmee ze onbewust familie van slachtoffers van Grindelwald beledigen. Dit doet denken aan de wijze waarop de nazi's de swastika hebben bezoedeld. Ook het afbeelden van de swastika wordt door velen kwetsend gevonden, terwijl het oorspronkelijk voor de zon en voor geluk staat.